# Шерије (Ил и Вилен)
Шерије (фр. Cherrueix) је насељено место у Француској у региону Бретања, у департману Ил и Вилен.
По подацима из 2011. године у општини је живело 1141 становника, а густина насељености је износила 89,91 становника/km².

## Демографија
| 1962. | 1968. | 1975. | 1982. | 1990. | 2011. |
| ----- | ----- | ----- | ----- | ----- | ----- |
| 1.065 | 997   | 1.030 | 1.016 | 983   | 1.141 |